# Canoa kawésqar de corteza

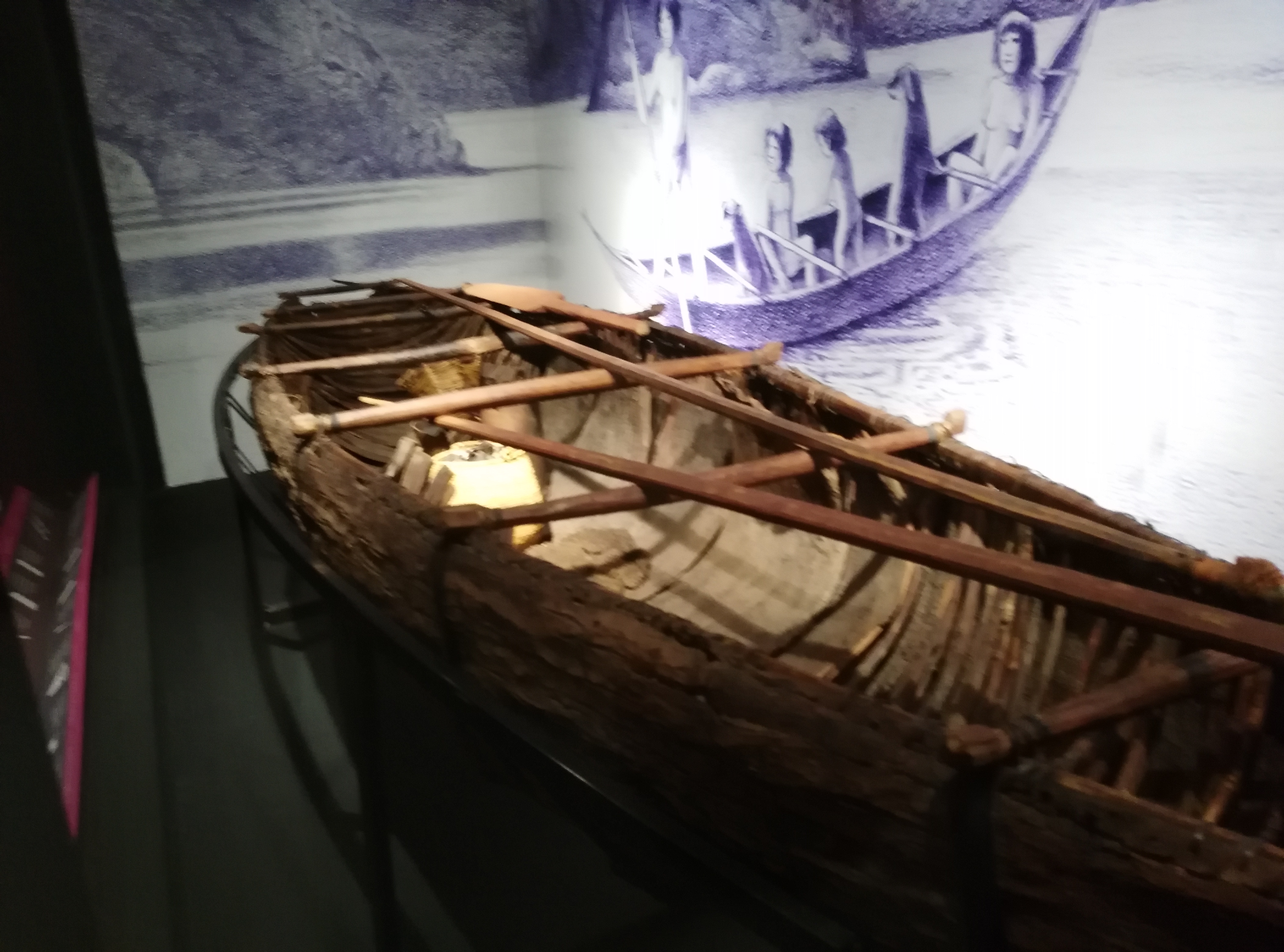
Canoa kawéskar en el Museo Histórico Nacional de Chile.

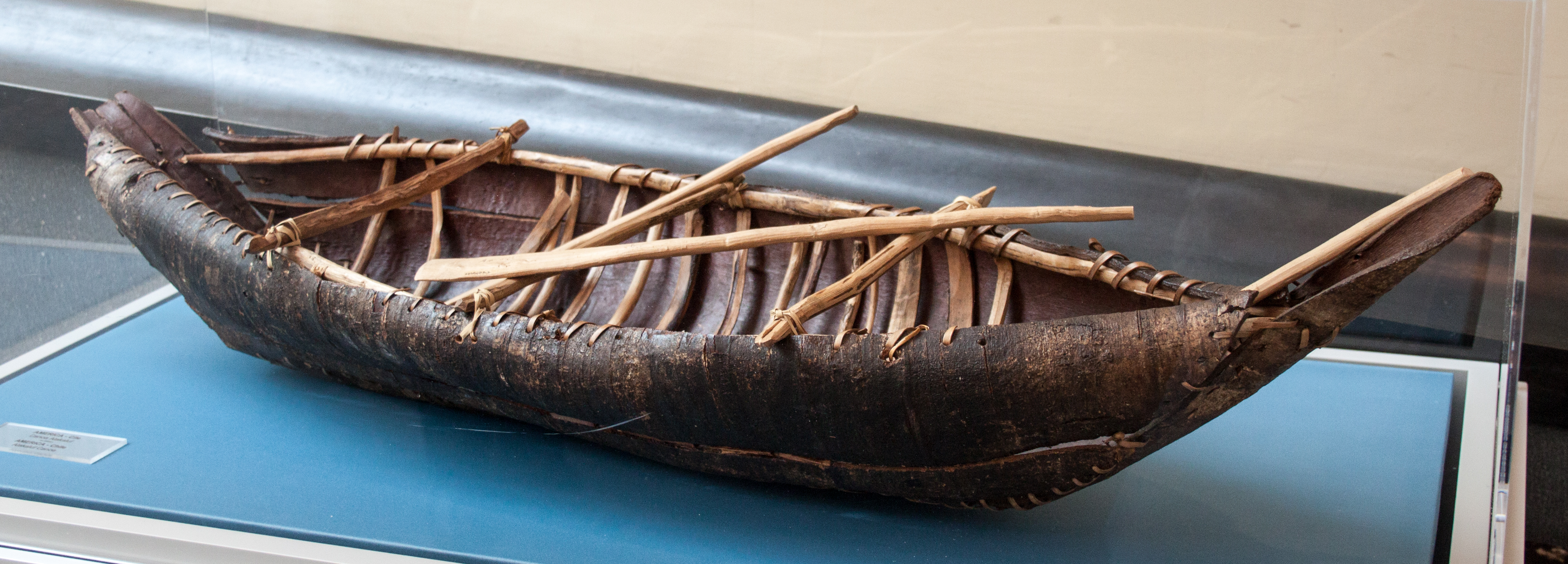
Modelo de una canoa alacalufe en un Museo del Vaticano.

La canoa kawésqar de corteza o canoa yámana de corteza fue una embarcación utilizada en los canales patagónicos y en los canales fueguinos por las etnias kawésqar y yamana desde la época precolombina hasta principios del siglo XX. Fue un elemento esencial de su cultura, fabricado por ellos, con sus herramientas y utilizando los recursos naturales de la zona, les permitía recorrer los canales, mariscar, cazar animales marinos, llegar a lugares inaccesibles a otras naves mayores, en una región en que la única vía de comunicación es el mar. 
Técnicamente pertenece al tipo de barcos cosidos y es de madera, aunque no en el sentido usual de la palabra, sino que se hacía con la corteza de un árbol que se cerraba en sus extremos mediante costuras.

## Nombre y expansión geográfica
Para designar al objeto se han utilizado los nombres anan, hallef: 50 , kállef (Clairis, 1972; Aguilera, 2007) y pel larkal (Werterrecht, Museo histórico de Berna).
La canoa de corteza fue usada tanto por el pueblo kawéskar como también sus vecinos del sur, el pueblo yamana, juntos habitaron la zona costera de Chile desde el paralelo 48°S hasta el cabo de Hornos, esto es, de norte a sur, el archipiélago Guayaneco, el canal Messier, canal Concepción, canal Wide, canal Inocentes, la entrada oeste del estrecho de Magallanes y todas las islas al oeste y al sur de Tierra del Fuego en una resumida descripción de lo que son miles de islas, canales, fiordos, bahías, desembocaduras y playas. Sus canoas tenían una gran similitud, en su construcción, los materiales y el uso que les daban.: 10 
M. Martinic apunta que la canoa de corteza era la embarcación de uso común de ambos pueblos en los siglos XVI y XVII, pero que además se utilizaban canoas monóxilas y que no puede excluirse el uso de canos hechas con una estructura de varas y cueros de lobos.: 51 
La zona, hasta hoy escasamente poblada, se caracteriza por su clima lluvioso y frío, con precipitaciones anuales de hasta 3600 mm, temperaturas promedio de 4 °C y vientos que alcanzan hasta los 100 km/h.: 8 

## Menciones históricas
Antonio Pigafetta, el cronista de la primera circunvalación del globo terráqueo, las menciona en 1520 y, en 1927, Martín Gusinde entregó la última de ellas al Museo Histórico Nacional, pero también las mencionan Juan Ladrillero en 1577, y la expedición de Francisco de Ulloa (1553).: 121 

## Usos de la canoa
Sobre el uso, o mejor dicho, la necesidad de la canoa, escribió en 1963 el antropólogo francés Joseph Emperaire:: 118 
Desde Puerto Montt hasta el Cabo de Hornos, las únicas vías de comunicación, las únicas en el sentido estricto de la palabra, son las del mar. Ningún sendero terrestre es posible a causa de la fragmentación del territorio en una multitud de islas, así como por la naturaleza rocosa y escarpada de las islas y del continente. La embarcación gobierna y condiciona toda la economía humana, desde que hay hombres en esta zona. Aun en la isla grande de Chiloé, es imposible dirigirse de una aldea a otra sin una chalupa y los niños van a la escuela en bote. La explotación del alerce y del ciprés en las islas Guaitecas, el aprovisionamiento de los pocos colonos de Aisén y de los de la isla Navarino, son tributarios de la embarcación.
Más que un medio de transporte, la canoa era el hogar de la familia, era una vivienda flotante en la que la familia pasaba buena parte del tiempo.: 52 

## Madera
La construcción se hacía con la corteza del coihue o coigüe, que debía estar sano, vigoroso, esbelto, sin nudos ni ramas.: 123 

## Construcción de la canoa

Partes y montaje de una canoa de corteza yámana o alacalufe.

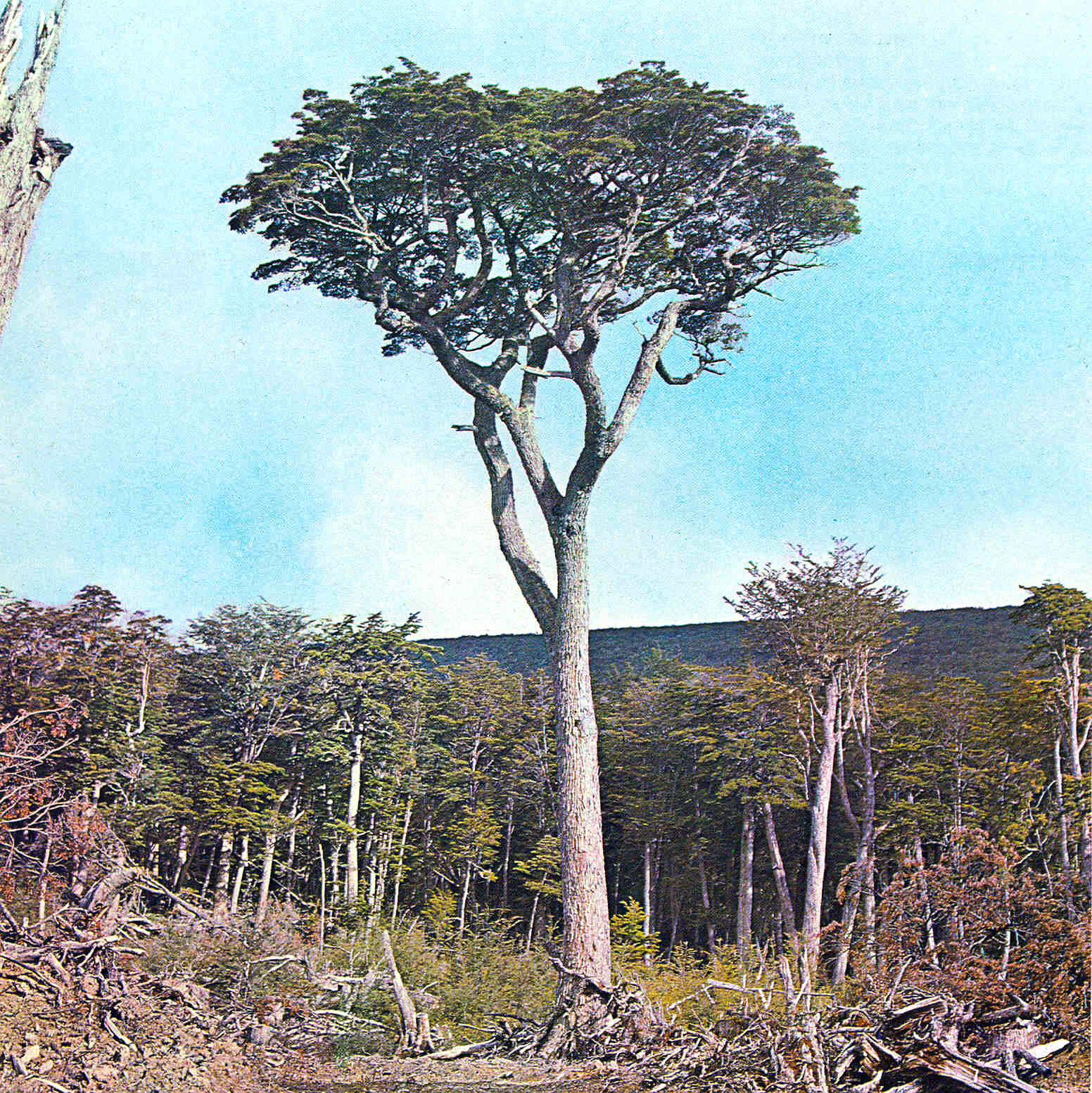
Un guindo o coigüe de Magallanes, con cuya corteza los yaganes construían sus canoas.

Para extraer la corteza de los árboles, sin otra herramienta que piedras, los indígenas hacían dos cortes de forma anular en la corteza del árbol, en la parte superior y otro en la parte inferior. Luego con un corte vertical unen ambos cortes y pueden con habilidad que les es propia desprender la corteza del tronco sin romperla, llegando a tener esta 9,8 m cuando es para una canoa de 7,6 de largo, 1,2 m de ancho y entre 0,6 y 0,9 m de calado. A continuación dejan la corteza sobre el suelo aplanada con piedras pesadas durante 4 o 5 días,: 121  con suficiente adicción de agua para mantenerlo húmedo.: 123 
La cortezas así obtenida tiene un espesor de menos de 2,5 cm. Según M. Martinic, la primera opción era encurvar la corteza completa sin hacer más cortes, pero en caso de que fuese imposible se cortaban tres piezas que cumplen las funciones, la una de quilla y roda, las otras dos piezas serán los costados. Todas ellas eran cortadas para dar a la embarcación su forma marinera.
En el caso de haber sido cortada en tres partes, una vez extendida la quilla, los costados son levantados en forma casi perpendicular a ambos lados de la quilla y las costuras se hacen con un calafateo de hierbas y barro. La rigidez transversal de la construcción se obtiene por medio de varillas arqueadas que separan y sostienen la corteza de los costados y la quilla. Para la estabilidad longitudinal se agregan a la banda superior de los costados pértigas que a su vez son separadas por travesaños.: 121 
Las costuras son hechas con una liana llamada voqui. 
El recubrimiento interior de la canoa está hecho con tiras de corteza de un pie (2,5 cm) de ancho, ablandadas al fuego para hacerlas calzar perfectamente con las curvas, lo que forma una especie de piso interrumpido en el medio por un resumideros, destinado a colectar el agua.: 121 
La forma final de la canoa es descrita a menudo com de "media luna".

## Equipo de la canoa
A la canoa pertenecían las palas con que se podía mover y dirigir la embarcación, recipientes para achicar el agua, cables de juncos o lianas y, supuestamente tras la llegada de los españoles, una vela de piel de foca. En el centro de la canoa se mantenía un fuego sobre piedras, conchas y arena.: 122 

## Desaparición
La canoa de corteza sobrevivió junto a la canoa monóxila hasta 1925, cuando aun era vista por oficiales de la Marina en el litoral.